# La doña (série télévisée, 2011)
Pour les articles homonymes, voir La doña.
La doña est une telenovela chilienne diffusée en 2011-2012 par Chilevisión.

## Distribution
- Claudia Di Girólamo : Catalina de los Ríos y Lísperguer "La Quintrala"
- Juan Falcón : Cristóbal García de León
- Ricardo Fernández : Fernando García de León
- Sofía García : Rosario Lísperguer
- Felipe Contreras : Indio Nahuel
- Fernanda Urrejola : Millaray Lísperguer
- Cristián Carvajal : Fray Domingo
- Paloma Moreno : Isadora Jiménez de Mendoza
- Alfredo Castro : Pedro Lísperguer
- Catalina Pulido : Perpetua Jiménez de Mendoza
- Alejandro Goic : Juan de la Cruz
- Antonio Campos : Nicolás Villarreal
- Javiera Hernández : Beatriz Ferreiro
- Felipe Ponce : Martín Jiménez de Mendoza
- Luz Jiménez : Águeda Flores de Lísperguer
- Pablo Krögh : Beningo Martínez de Oviedo
- Roxana Campos : Aylén Chalco
- Rodrigo Pérez : Asencio Chalco
- Claudio Castellón : Indio Manuncahua
- Natalia Aragonese : India Ancavilo
- José Tomás Rodríguez : Daniel Villarreal

### Invités
- Alessandra Guerzoni : Elena Saavedra de Guzmán
- José Soza : Gonzalo de los Ríos y Encio
- Paulo Brunetti : Enrique de Enríquez
- Sergio Hernández : Antonio Jiménez de Mendoza